# Клод Ле Руа
Клод Ле Руа (фр. Claude Le Roy; нар. 6 лютого 1948, Буа-Норман-пре-Лір, Франція) — колишній французький футболіст. По завершенні ігрової кар'єри — тренер, найвідоміший роботою з низкою національних збірних команд країн Африки й Азії. З 2016 року очолює тренерський штаб команди Того.

## Ігрова кар'єра
У дорослому футболі дебютував 1968 року виступами за команду клубу «Руан», в якій провів два сезони, взявши участь у 9 матчах чемпіонату.
Своєю грою за цю команду привернув увагу представників тренерського штабу клубу «Аяччо», до складу якого приєднався 1970 року. Відіграв за команду з Аяччо наступні три сезони своєї ігрової кар'єри. Більшість часу, проведеного у складі «Аяччо», був основним гравцем команди.
1973 року уклав контракт з клубом «Олімпік» (Авіньйон), у складі якого провів наступні чотири роки своєї кар'єри гравця.  Граючи у складі авіньйонського «Олімпіка» також здебільшого виходив на поле в основному складі команди.
З 1977 року три сезони захищав кольори команди клубу «Лаваль». Тренерським штабом нового клубу також розглядався як гравець «основи».
Завершив професійну ігрову кар'єру у клубі «Ам'єн», за команду якого виступав протягом 1980—1981 років.

## Кар'єра тренера
Розпочав тренерську кар'єру 1980 року, очоливши тренерський штаб клубу «Ам'єн», в якому пропрацював три роки, причому протягом першого з них був граючим тренером команди. Протягом першої половини 1980-х встиг також попрацювати з «Греноблем» та, зовсім коротко, еміратським «Аш-Шабабом».
1985 року очолив тренерський штаб збірної Камеруну, однієї з найсильніших команд африканського регіону того часу та чинного континентального чемпіона. Першим великим турніром в кар'єрі тренера став Кубок африканських націй 1986, на якому камерунці не змогли захистити титул чемпіонів Африки, поступившись лише у фінальному матчі і лише в серії післяматчевих пенальті. Тренер продовжив працювати з командою і за два роки, у 1988, зміг тріумфувати з нею на тогорічному розіграші континентального Кубка, не зазнавши по ходу турніру жодної поразки.
Попри цей успіх Ле Руа того ж року залишив Камерун, а наступного року прийняв іншу африканську команду — збірну Сенегалу. З новою командою також взяв участь у двох розіграшах Кубка африканських націй, в обох випадках подалавши груповий етап. Утім 1990 року сенегальців далі стадії півфіналів не пустили майбутні чемпіони, збірна Алжиру, а на домашньому для Сенегалу КАН-1992 вони поступилися у чвертьфіналі попередній команді свого тренера, збірній Камеруну.
Того ж 1992 року полишив Африку і перебрався до Азії, де протягом трьох років тренував скромну навіть за стандартами азійського футболу збірну Малайзії. Протягом 1996—1998 років працював в Європі, спочатку одним з тренерів у структурі «Мілана», а згодом спортивним директором «Парі Сен-Жермен».
1998 року прийняв пропозицію повернутися до тренерського штабу збірної Камеруну, яка саме готувалася до участі у тогорічному чемпіонаті світу. На футбольних полях Франції, де проходив мундіаль, підопічні Ле Руа до останнього туру боролися за вихід з групи, проте врешті-решт здобули лише дві нічиїх і до стадії плей-оф не потрапили.
Після світової першості тренер пішов у відставку, а наступного року повернувся до клубного футболу — протягом 1999-2000 працював на батьківщині зі «Страсбуром», у 2002-2003 тренував китайський «Шанхай Юнайтед», а частину 2004 року провів в Англії, де очолював «Кембридж Юнайтед».
Того ж 2004 року погодився на пропозицію повернутися до Африки, де його підопічними цього разу стали гравці збірної ДР Конго. Француз готував команду до участі в Кубку африканських націй 2006 року, на якому вони не без складнощів вийшли в групи лише аби вже на стадії чвертьфіналів потрапити на господарів турніру, збірну Єгипту, яка спочатку впевнено подолала команду Ле Руа, а згодом стала переможицею турніру.
На наступний Кубок африканських націй 2008 Ле Руа готував вже іншу команду — збірну Гани, одну з найсильніших збірних Африки 2000-х, яка до того ж була господарем фінального турніру цієї континентальної першості. Тож поразка у півфіналі від збірної Камеруну та підсумкове третє місце були розценені як невдача і тренер залишив команду. При цьому на момент його відходу Гана посідала рекордне для себе 14-те місце в рейтингу ФІФА.
Новим місцем роботи французького спеціаліста того ж 2008 року стала збірна Оману, яка наступного року також готувалася приймати у себе міжнародний турнір — Кубок націй Перської затоки. Під керівництвом Ле Руа оманці якісно підготувалися до цього змагання і вперше у свої історії стали володарями цього регіонального трофею, перемігши в серії післяматчевих пенальті фінального матчу збірну Саудівської Аравії. Попри подовжений на чотири роки контракт з керівництвом оманського футболу 2011 року полишив місцеву збірну аби очолити збірну Сирії, з якою пропрацював лише протягом березня-травня.
Після трьох років, проведених в Азії, того ж 2011 року повернувся до значно більш знайомого йому регіону — Африки, де знову очолив збірну ДР Конго, яка під його керівництвом не змогла подолати груповий етап Кубка африканських націй 2013. До Кубка африканських націй 2015 під контролем француза готувалася вже інша команда регіону — збірна Республіки Конго. На цьому турнірі вчергове у кар'єрі Ле Руа йому на заваді стали колишні підопічні — Республіку Конго на стадії чвертьфіналів вибила з боротьби саме попередня команда їх наставника — збірна ДР Конго.
2016 року очолив тренерський штаб збірної Того, яка під керівництвом 68-річного наставника неуспішно виступила на Кубку африканських націй 2017 — одна нічия у трьох матчах і завершення групового етапу на останньому місці своєї групи.

## Титули
- Володар Кубка африканських націй:

 Камерун: 1988
- Срібний призер Кубка африканських націй: 1986
- Бронзовий призер Кубка африканських націй: 2008
- Володар Кубка націй Перської затоки з футболу:

 Оман: 2009